# Foot Ball Club Spezia 1906 1980-1981
Questa voce raccoglie le informazioni riguardanti il Foot Ball Club Spezia 1906 nelle competizioni ufficiali della stagione 1980-1981.

## Stagione
La calda estate 1980 si conclude con la definitiva sentenza che promuove in Serie C1 lo Spezia ai danni della Rondinella Marzocco di Firenze. La bella notizia arriva quando la squadra bianconera sta disputando la fase a gironi della Coppa Italia Semiprofessionisti. 
L'allenatore della promozione non si cambia, quindi resta in sella Roberto Mazzanti per la seconda esperienza in Serie C1. La squadra bianconera ha però dei limiti tecnici, si dimostra fragile in difesa, reparto dove con 59 reti subite, risulterà la peggiore del campionato.
Così per salvare gli aquilotti dalla retrocessione non sono bastate le 17 reti messe a segno da uno strepitoso Massimo Barbuti, capocannoniere del girone A insieme a Sauro Frutti del Mantova. 
E nemmeno le buone prestazioni di due giovani promettenti quali il centrocampista Francesco Della Monica e il difensore Antonio Sassarini. Per tentare di recuperare il terreno perso si cambia due volte il tecnico: prima si prova con Sergio Curletto, poi con Enzo Robotti, senza però ottenere un cambio di rotta.

## Rosa
| N. |                   | Ruolo | Calciatore         |
| -- | ----------------- | ----- | ------------------ |
|    | Italia (bandiera) | A     | Massimo Barbuti    |
|    | Italia (bandiera) | A     | Tullio Beccatini   |
|    | Italia (bandiera) | D     | Maurizio Benedetti |
|    | Italia (bandiera) | D     | Morris Bertacchini |
|    | Italia (bandiera) | D     | Alberto Boggio     |
|    | Italia (bandiera) | D     | Giampiero Bonanni  |
|    | Italia (bandiera) | C     | Francesco Cappelli |
|    | Italia (bandiera) | D     | Mauro Chiampan     |
|    | Italia (bandiera) | D     | Rodolfo Cimenti    |
|    | Italia (bandiera) | D     | Ivano Comba        |
|    | Italia (bandiera) | C     | Paolo Cozzani      |
|    | Italia (bandiera) | P     | Sergio D'Arsiè     |
|    | Italia (bandiera) | C     | Luca Dell'Amico    |

| N. |                   | Ruolo | Calciatore              |
| -- | ----------------- | ----- | ----------------------- |
|    | Italia (bandiera) | C     | Francesco Della Monica  |
|    | Italia (bandiera) | C     | Gianni Di Staso         |
|    | Italia (bandiera) | C     | Francesco Fazio         |
|    | Italia (bandiera) | C     | Ezio Galasso            |
|    | Italia (bandiera) | D     | Giancarlo Lestinge      |
|    | Italia (bandiera) | C     | Carlo Mansili           |
|    | Italia (bandiera) | P     | Angeloantonio Pingitore |
|    | Italia (bandiera) | C     | Rodolfo Pravato         |
|    | Italia (bandiera) | D     | Antonio Sassarini       |
|    | Italia (bandiera) | C     | Fabio Simoni            |
|    | Italia (bandiera) | A     | Fabrizio Sodini         |
|    | Italia (bandiera) | P     | Michelangelo Sulfaro    |

## Risultati

### Serie C1

#### Girone di andata
| Arbitro: | Baldi (Roma) |

|                                               |           |                    |
| Melotti 6’ (rig.) Ciarlantini 19’ Beccati 85’ | Marcatori | 47’ (rig.) Barbuti |

| Arbitro: | Sguizzato (Verona) |

|  |           |                       |
|  | Marcatori | 53’ Mendoza 84’ Belli |

| Arbitro: | Da Pozzo (Monza) |

|                   |           |              |
| Barbuti 6’ (rig.) | Marcatori | 65’ Scaburri |

| Modena 19 ottobre 1980 4ª giornata | Modena                      | 0 – 0 | Spezia | Stadio Alberto Braglia\| Arbitro: \| Costa (Castelfranco Veneto) \| |
| Arbitro:                           | Costa (Castelfranco Veneto) |       |        |                                                                     |

| Arbitro: | Ongaro (Rovigo) |

|  |           |            |
|  | Marcatori | 5’ Antelmi |

| Arbitro: | Laricchia (Bari) |

|                                   |           |            |
| Esposito 46’ Agostinelli 47’, 57’ | Marcatori | 61’ Simoni |

| Arbitro: | Valente (Monfalcone) |

|            |           |  |
| Meloni 48’ | Marcatori |  |

| Arbitro: | Giaffreda (Roma) |

|             |           |                          |
| Barbuti 64’ | Marcatori | 71’ Ascagni 75’ Bresolin |

| Arbitro: | Lamorgese (Potenza) |

|  |           |            |
|  | Marcatori | 26’ Franca |

| Arbitro: | Coppetelli (Tivoli) |

|                                          |           |                  |
| Frutti 9’, 16’, 69’ Santin 63’ Pozzi 68’ | Marcatori | 66’, 76’ Barbuti |

| Arbitro: | Albertini (Voghera) |

|  |           |                |
|  | Marcatori | 75’ D'Agostino |

| Arbitro: | Scevola (Milano) |

|                                     |           |                                      |
| Chiarotto 20’ Bocchio 34’ Telch 75’ | Marcatori | 27’ Beccatini 45’ Simoni 90’ Barbuti |

| Arbitro: | Lussana (Bergamo) |

|                         |           |  |
| Barbuti 24’, 58’ (rig.) | Marcatori |  |

| Arbitro: | Zumbo (Reggio Calabria) |

|                                 |           |                                  |
| Cozzella 19’, 78’, 82’ Nuti 31’ | Marcatori | 1’, 71’ Barbuti 22’, 65’ Pravato |

| Arbitro: | Cerquoni (Macerata) |

|                     |           |             |
| Biasotti 19’ (aut.) | Marcatori | 39’ Samaden |

| Arbitro: | Rinaldi (Caserta) |

|                |           |                       |
| Tappi 15’, 30’ | Marcatori | 18’ Fazio 37’ Barbuti |

| Arbitro: | Coppetelli (Tivoli) |

|  |           |             |
|  | Marcatori | 64’ Melillo |

#### Girone di ritorno
| Arbitro: | Tuveri (Cagliari) |

|                                  |           |             |
| Simoni 21’ Comba 36’ Barbuti 56’ | Marcatori | 72’ Beccati |

| Arbitro: | Pezzella (Frattamaggiore) |

|                          |           |  |
| Skoglund 15’ Ramella 34’ | Marcatori |  |

| Novara 15 febbraio 1981 20ª giornata | Novara       | 0 – 0 | Spezia | Stadio Comunale\| Arbitro: \| Sala (Lecco) \| |
| Arbitro:                             | Sala (Lecco) |       |        |                                               |

| Arbitro: | Esposito (Torre del Greco) |

|             |           |  |
| Barbuti 12’ | Marcatori |  |

| Arbitro: | Mele (Bergamo) |

|                |           |             |
| Schincaglia 2’ | Marcatori | 26’ Barbuti |

| Arbitro: | Scevola (Milano) |

|                             |           |                             |
| Barbuti 9’, 49’ Pravato 37’ | Marcatori | 16’ Messersì 85’ Ballardini |

| La Spezia 15 marzo 1981 24ª giornata | Spezia      | 0 – 0 | Empoli | Stadio Alberto Picco\| Arbitro: \| Rufo (Roma) \| |
| Arbitro:                             | Rufo (Roma) |       |        |                                                   |

| Arbitro: | Lorenzetti (Macerata) |

|                          |           |  |
| Finardi 27’ Bresolin 90’ | Marcatori |  |

| Arbitro: | Pezzella (Frattamaggiore) |

|                               |           |  |
| Magnocavallo 44’ Di Croce 90’ | Marcatori |  |

| Arbitro: | Damiani (Ascoli Piceno) |

|  |           |                               |
|  | Marcatori | 8’ Palese 74’ Azzi 89’ Frutti |

| Arbitro: | Cerquoni (Macerata) |

|                                |           |               |
| D'Agostino 38’, 80’ Cesati 86’ | Marcatori | 59’ Becattini |

| La Spezia 3 maggio 1981 29ª giornata | Spezia            | 0 – 0 | Trento | Stadio Alberto Picco\| Arbitro: \| Rinaldi (Caserta) \| |
| Arbitro:                             | Rinaldi (Caserta) |       |        |                                                         |

| Arbitro: | Laricchia (Bari) |

|                                         |           |                                    |
| Torracchi 21’ Bertolucci 64’ Biloni 69’ | Marcatori | 25’ Bertacchini 86’ (rig.) Barbuti |

| Arbitro: | Sala (Lecco) |

|                                            |           |                                        |
| Simoni 9’ Becattini 60’ Cimenti 83’ (rig.) | Marcatori | 34’ Scarpa 68’ Rombolotto 77’ Beccaria |

| Arbitro: | Ronchetti (Modena) |

|                        |           |  |
| Magrini 46’ Braida 67’ | Marcatori |  |

| Arbitro: | Tuveri (Cagliari) |

|  |           |                          |
|  | Marcatori | 61’ Mossini 81’ Bruzzone |

| Arbitro: | Dalfovo (Trento) |

|                             |           |  |
| Melillo 54’ Pietropaolo 70’ | Marcatori |  |

### Coppa Italia Semiprofessionisti

#### Fase eliminatoria a gironi
| Arbitro: | Tarantola (Genova) |

|             |           |                            |
| Galasso 53’ | Marcatori | 64’ Bongiorni 75’ Romanini |

| La Spezia 31 agosto 1980 2ª giornata | Spezia           | 0 – 0 | Sanremese | Stadio Alberto Picco\| Arbitro: \| Serboli (Arezzo) \| |
| Arbitro:                             | Serboli (Arezzo) |       |           |                                                        |

| 3 settembre 1980 3ª giornata |  | – Riposo |  |  |

| Arbitro: | Scevola (Milano) |

|           |           |                                     |
| Prati 24’ | Marcatori | 12’ (rig.) Barbuti 30’ Della Monica |

| Arbitro: | Tubertini (Bologna) |

|               |           |  |
| Prunecchi 67’ | Marcatori |  |

| 21 settembre 1980 6ª giornata |  | – Riposo |  |  |